# Пригоди барона Мюнхгаузена (роман)
«Приго́ди баро́на Мюнхга́узена» (нім. Die Abenteuer des Baron Münchhausen) — роман у новелах німецького письменника Рудольфа Еріха Распе, що вперше вийшла друком у 1786 році. Книга складається з фантастичних розповідей від імені головного героя — барона Мюнхгаузена, який дійсно жив у Німеччині на початку XVIII століття, потім служив у Російській імперії та повернувся згодом на батьківщину. «Пригоди барона Мюнхгаузена» засновані на низці анонімних текстів про пригоди барона, котрі були оброблені Еріхом Распе і кілька разів видавалися англійською мовою, включаючи різні історії. В 1786 році ці історії було об'єднано під назвою власне «Пригоди барона Мюнхгаузена». Німецький поет Ґотфрід Август Бюргер впродовж 1776—1779 років переклав твір Распе німецькою мовою, включивши до нього декілька оригінальних розповідей, які відтоді вважаються невід'ємною складовою «Пригод барона Мюнхгаузена».
Українською мовою книгу вперше було перекладено Григором Тютюнником і видано в 1981 році за переказом Корнія Чуковського. Оригінальна книга складається з 20-и оповідок Распе і 8-и Бюргера, тоді як адаптації для дітей упускають частину з них.

## Історична основа та створення
В основу небилиць, названих «Пригодами барона Мюнхгаузена», лягли оповіді реального барона Карла-Фрідріха-Ієроніма фон Мюнхгаузена, який дійсно проживав у Німеччині в XVIII столітті. Він був військовим, з 1737 служив у Російській імперії й воював із турками. У липні-серпні 1737 року Мюнхгаузен брав участь в облозі та штурмі Очакова (Миколаївська область України) під командуванням фельдмаршала герцога Мініха. В 1738 році він разом із герцогом брав участь у турецькій кампанії, у 1739 році вступив у чині корнета в Брауншвейзький кірасирський полк, командиром якого був герцог.
Повернувшись до свого маєтку в Німеччині, службу в Росії він не продовжував, через що в 1754 році був відрахований як особа, що самовільно залишила службу. Мюнхгаузен незабаром став відомий як дотепний оповідач мисливських анекдотів. Згодом в Нижній Саксонії ці анекдоти почали поширюватись як усні перекази та анонімні видання про пригоди барона «М-г-з-н». У 1761 році граф Рохус Фрідріх Лінар опублікував три історії, які він міг почути в Дарені, де жила сестра Мюнхгаузена, Анна фон Фрідаг. У 1781 році з'явилася «Мюнхгаузіада», автор якої залишився невідомим. Всі розповіді там були пов'язані однією сюжетною лінією — подорожжю барона до Константинополя.
Німецький геолог Рудольф Еріх Распе через крадіжку коштовностей втік у 1775 році до Англії. Там він обробив відомі йому історії про барона Мюнхгаузена і видав їх у 1781 та 1783 роках під назвою «Путівник для веселих людей», а в 1785 об'єднав раніше видані частини в єдиний твір. Власне «Пригоди барона Мюнхгаузена» з'явилися в 1786 році. При цьому деяких епізодів «Мюнхгаузіади» (наприклад, політ на ядрі), у книзі Распе не було, позаяк Распе вирішив, що вони будуть нецікаві англійським читачам. Їх додав німецький поет Ґотфрід Август Бюргер, який також обробив історії в художній манері та переклав їх німецькою мовою в 1776—1779 роках. У 1787 Бюргер додав ці історії до варіанту Распе i розділив книгу на три частини: про пригоди барона в Росії, морські пригоди, та подорожі по світу. Та все ж автором книги про барона Мюнхгаузена прийнято вважати саме Рудольфа Еріха Распе.

## Зміст

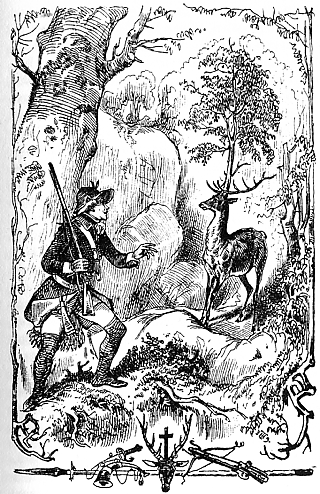
Мюнхгаузен і дивовижний олень

Оригінальна книга Рудольфа Еріха Распе «Пригоди барона Мюнхгаузена» в найповнішому варіанті складається з 20-и оповідей.
1. Барон Мюнхгаузен розповідає як подорожував на Цейлон і опинився там між левом і крокодилом. Урятувався він, змусивши обох тварин стрибнути одне на одного, через що крокодил проковтнув лева і задихнувся.
2. Під час подорожі по Росії барон втрачає свого коня, що опинився на дзвіниці, натомість запрягає в сани вовка.
3. Він застрелює 50 качок одним пострілом, ловить ще багатьох за допомогою мотузки, змушує лисицю вискочити зі шкури, виходить з лісу завдяки сліпій дикій свині та долає величезного кабана. Також він висікає іскри з власних очей.
4. Мюнхгаузен зустрічає оленя, з голови якого росло вишневе дерево, незвичайним шляхом убив ведмедя, а його шуба, вкушена скаженим вовком, сказилася.
5. Баронова собака народжує щенят, переслідуючи восьминогого зайця.
6. Мюнхгаузен опинився в турецькому полоні, де його поставили пасти бджіл султана. Барон рятує бджіл від ведмедів і випадково закидає сокиру на Місяць, куди залазить по бобовому стеблу та спускається на мотузці.
7. Під час плавання до Північної Америки барон стикається з величезним китом,  а його голова провалюється в живіт. Також він закриває пробоїну власним задом.
8. Барона проковтує величезна риба, звідки його потім визволяють італійські рибалки.
9. Бувши в Константинополі, Мюнхгаузен рятує вченого з некерованої повітряної кулі.
10. Він рятує місто від облоги, самотужки знищивши всі гармати, незвичайним чином будить стару жінку та рятує англійських шпигунів.
11. Мюнхгаузен розповідає про своїх славетних предків.
12. Барон переносить цілий замок за допомогою величезної повітряної кулі.
13. Мюнхгаузен дивовижним чином убиває двох білих ведмедів, а потім знищує їх цілу тисячу, одягнувши ведмежу шкуру.
14. Він описує найбільшу в світі гармату й тікає з турецького полону.
15. Барон відкриває невідомі раніше величезні скелі та велетенських морських тварин.
16. Барон дає пораду як виготовити крила.
17. Він виграє тисячу гіней за допомогою нюху свого собаки.
18. Шторм закидає Мюнхгаузена на Місяць, де він зустрічає незвичайних істот і тамтешній народ (ця історія майже повторює епізод про подорож на Місяць із «Правдивої історії» Лукіана).
19. В Англії барон засинає в гарматі і вона вистрілює. Мюнхгаузен виживає і ненавмисне карає скнару.
20. Він потрапляє на острів сиру, оточений морем молока, та рятується від величезної риби (повторює частину «Правдивої історії»).

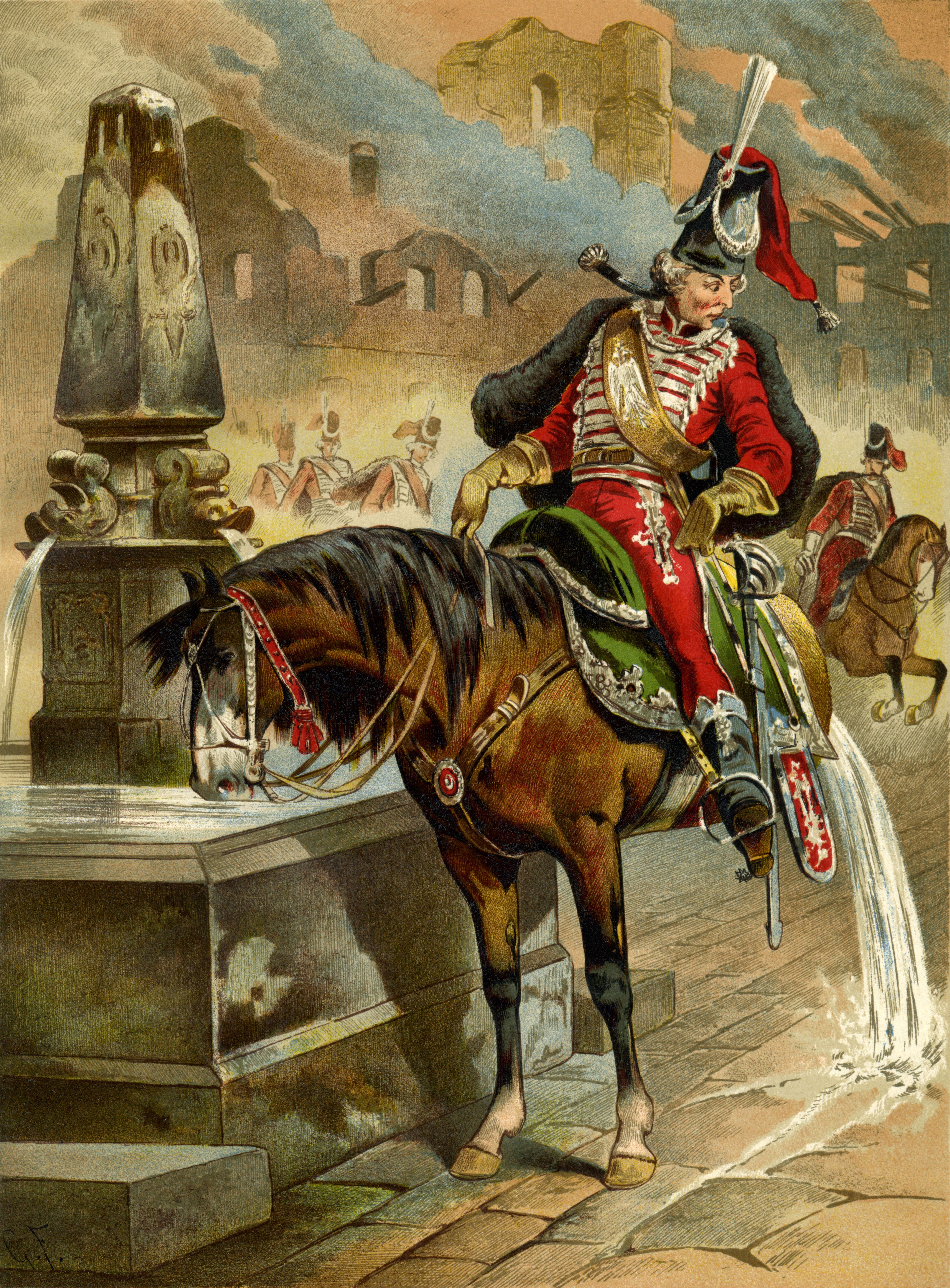
Мюнхгаузен і пів коня

Ґотфрід Август Бюргер додав ще 8 історій, зокрема історію, засновану на німецькій легенді «Семеро дивовижних слуг»:
1. Мюнхгаузен зустрічає п'ятьох чоловіків з незвичайними здібностями: один дуже швидко бігає, інший дуже добре чує, ще один подихом створює бурю, інший далеко бачить і влучно стріляє, а останній неймовірний силач. Барон укладає з султаном парі, що повинен доставити за годину найкраще в світі вино, інакше барона стратять. Троє товаришів Мюнхгаузена виконують доручення і барон виграє парі. Після цього султан дозволяє взяти стільки золота, скільки може підняти одна людина, і четвертий товариш забирає всю скарбницю. Султан посилає навздогін військо, яке чоловік, наділений могутнім подихом, відкидає назад.
2. Барон заскакує на стіл верхи на коні, не розбивши жодного посуду.
3. Його коня розсікає навпіл, що не заважає коневі пити воду.
4. Барон літає верхи на гарматному ядрі до турецького табору й повертається назад на іншому ядрі.
5. Барон ловить ведмедя, змусивши його проковтнути намазану медом оглоблю.
6. Мюнхгаузен розповідає як слухав розталі звуку мисливського рогу.
7. Йому трапилося нести на спині карету, а під пахвами коней.
8. Барон потрапляє в бурю на острові, де ростуть огіркові дерева.

## Продовження
У 1792 році було видано продовження пригод барона Мюнхгаузена. Ця книга є сатирою на подорожі Джеймса Брюса та містить історії, написані низкою авторів.
1. Мюнхгаузен запевняє в правдивості попередніх оповідей і планує подорожі в Африку.
2. Барон вирушає в Африку та описує свою незвичайну карету, призначену для цього.
3. Він відвідує історичні місця, ламає карету й розбиває навпіл цілу скелю.
4. Барон ремонтує карету, потрапляє в аварію та зустрічає темношкірих рабовласників, які тримають у рабстві білих, везучи їх в холодну північну країну.
5. Йому вдається відшукати товаришів і самотужки вбити безліч левів.
6. Експедиція натрапляє на нащадків місячних жителів, барон описує їхні дивні звичаї.
7. Барон виголошує для місцевих жителів вражаючу промову.
8. Він спонукає місцевих жителів збудувати міст до самої Англії та повертається туди.
9. Мюнхгаузен зустрічає Дон Кіхота і дає відсіч ворогам.
10. Колос Родоський приходить до Англії, щоб привітати барона.
11. Барон з Дон Кіхотом опиняється на суді, а потім вирушає в Америку й зустрічає летючий острів.
12. Мюнхгаузен потрапляє в полон до індіанців, після чого дістається до Росії.
13. Барон мирить турків з росіянами та вбиває в поєдинку тирана.
14. Барон розганяє французький уряд, рятує королівську родину й повертається до Англії.

## Екранізації
- Пригоди барона Мюнхгаузена (фр. Les Aventures de baron de Munchhausen, 1911) — короткометражний фільм Жоржа Мельєса.
- Походеньки Мюнхгаузена (рос. Похождения Мюнхгаузена, 1929) — мальований анімаційний фільм.
- Барон Хвалько (чеськ. Baron Prášil, 1940)
- Мюнхгаузен (нім. Münchhausen, 1943)
- Барон Хвалько (чеськ. Baron Prášil, 1961) — фільм з елементами анімації.
- Пригоди барона Мюнхгаузена (рос. Приключения барона Мюнхаузена, 1967) — ляльковий анімаційний фільм.
- Нові пригоди барона Мюнхгаузена (рос. Новые приключения барона Мюнхаузена, 1972)
- Пригоди Мюнхгаузена (рос. Приключения Мюнхаузена, 1973—1995) — мальований анімаційний серіал.
- Той самий Мюнхгаузен (рос. Тот самый Мюнхгаузен, 1979)
- Фантастичні пригоди легендарного барона Мюнхгузена (фр. Les Fabuleuses aventures du legendaire Baron de Munchausen, 1979) — мальований анімаційний фільм.
- Таємниця селенітів (фр. Le Secret des Sélénites, 1982)
- Пригоди барона Мюнхгаузена (англ. The Adventures of Baron Munchausen, 1988)
- Мюнхгаузен в Росії (рос. Мюнхгаузен в России, 2006) — короткометражний мальований анімаційний фільм.
- Нові, нікому невідомі пригоди барона Мюнхгаузена (рос. Новые, никому не известные, приключения барона Мюнхгаузена, 2007)
- Барон Мюнхгаузен (нім. Baron Münchhausen, 2012)

## Видання українською
- Распе, Еріх. Пригоди Мюнхаузена / для дітей переказав К. Чуковський ; ілюстр. Г. Доре ; пер. з рос. Б. Ткаченко. - Х.; Одеса : Дитвидав, 1935. - 104 с. : іл. - На обкл. авт. не зазнач. - 20000 пр. - 0.15. НДБ ( друге видання 1936, третє видання 1937).
- Е. Распе. Пригоди Мюнхаузена / Переказ для дітей Корнія Чуковського, переклад Григора Тютюнника. — К.: Дитвидав, 1958. С. 96
- Рудольф Еріх Распе. Пригоди барона Мюнхгаузена. Переказ для дітей Корнія Чуковського, переклад Григора Тютюнника. К.: Веселка, 1981. 87 с.
- Готфрід Бюргер, Рудольф Распе, Еріх Кестнер. Пригоди барона Мюнхаузена. Повна версія. Видавничий дім «Школа», 2011. 192 с. (переказ Тетяни Вакуленко з оригінальних текстів)
- Ґотфрід Авґуст Бьорґер. Дивовижні пригоди барона фон Мюнхгавзена, розказані ним самим. Тернопіль: Навчальна книга — Богдан, 2014. 136 с. (перекладено за виданням «Des Freiherrn von Münchhausen einzig wahre Erlebnisse zu Wasser und zu Land, zu Pferd und zu Fuß, im Krieg und Frieden, in der Luft sowie in mehrerer Herren […]. In diesem Jahre ganz neu verfaßt von Ihm selbst». Verf.: Gottfried August Bürger. Düsseldorf: Arnz, 1856)